# خلفية وأسباب الثورة السورية
تتناول هذه المقالة الخلفيات والأسباب التي ساهمت في اندلاع الثورة السورية. ما بدأ كاحتجاجات سلمية واسعة النطاق في مارس 2011 كجزء من احتجاجات الربيع العربي 2010-2011 التي ترددت أصداؤها في جميع أنحاء العالم العربي، تصاعد في نهاية المطاف إلى حرب أهلية في أعقاب الحملة الوحشية التي شنتها أجهزة أمن نظام الأسد.
تم إنشاء الحكومة البعثية في سوريا على يد الجنرال حافظ الأسد، الذي جاء إلى السلطة من خلال انقلاب عام 1970 وقام بتطهير حزب البعث العربي الاشتراكي من المنافسين بقيادة صلاح جديد . يتألف هيكل النظام من ثلاثة أجزاء: منظمة حزب البعث القوية التي تتمتع بسيطرة واسعة على المجتمع السوري، وجهاز أمني قوي- يتألف من شعبة الاستخبارات العسكرية والميليشيات البعثية والمؤسسة العسكرية السورية - ملتصقة بالقيادة المركزية للحزب، بالإضافة إلى النخب العلوية من الطبقة العليا الموالية لسلالة الأسد. استمرت دكتاتورية حافظ الأسد لمدة ثلاثة عقود؛ واتسمت بالقمع الاجتماعي والسياسي الواسع النطاق، والرقابة، وانتهاكات حقوق الإنسان، والعنف الجماعي المنهجي الذي أطلق العنان له ضد السكان المدنيين من خلال تكتيكات وحشية مثل المجازر والاختفاء القسري والتعذيب. بعد وفاة حافظ الأسد في عام 2000، أصبح ابنه بشار الأسد رئيسًا وورث النظام الاستبدادي لسوريا البعثية.
وفي حين واصل بشار الأسد تبني المبادئ الاشتراكية للبعث بقوة، فإنه بدأ في توجيه سوريا نحو اقتصاد السوق الاشتراكي من خلال تخفيف قبضة حزب البعث على الاقتصاد وفتح القطاع الخاص. كان الاقتصاد السوري مدعومًا إلى حد كبير بصادرات النفط، مما مكن من تمويل مختلف الصناعات، بما في ذلك الزراعة، والتصنيع، والسياحة. في بداية احتجاجات الربيع العربي واندلاع الثورة السورية عام 2011، كان الوضع الاقتصادي في سوريا مُزريا، مع ارتفاع معدلات التضخم، وارتفاع معدلات البطالة، والفساد، وكان المناخ الاجتماعي والسياسي يتميز بالقمع الشديد. كانت هذه نتيجة مباشرة للتحرير الاقتصادي في العقد الأول من القرن الحادي والعشرين؛ والذي أدى إلى تفاقم التفاوتات الاجتماعية والاقتصادية، وزيادة الفساد والمحسوبية بين القِلة الحزبية؛ وبالتالي عزل الطبقة المتوسطة والطبقة العاملة بشكل كبير. وقد أدت الاحتكارات الجديدة في القطاع الزراعي التي استحوذ عليها الأوليغارشيون الموالون للحكومة وسوء إدارة الحكومة للجفاف في الفترة من 2006 إلى 2011 إلى تفاقم الظروف المعيشية للفلاحين، مما تسبب في خيبة أمل واسعة النطاق وتفاقم الانقسامات بين الريف والحضر.

## العوامل

### البطالة
رغم أن الأرقام الرسمية تشير إلى أن معدل البطالة بلغ 8,1% في عام 2009، فإن خبراء الاقتصاد السوريين يقدرونه بنحو 24,4%. وفي عام 2010، بلغ معدل الفقر الإجمالي 34.3%، في حين بلغ معدل الفقر في المناطق الريفية نحو 62%. انخفض معدل الفقر بين عامي 1997 و2004، لكنه بدأ في الارتفاع في النصف الثاني من العقد الأول من القرن الحادي والعشرين. ووفقا للبنك الدولي، كان أكثر من 20% من السوريين يعيشون في فقر قبل عام 2011. وارتفع معدل الفقر بشكل مطرد منذ أوائل العقد الأول من القرن الحادي والعشرين بسبب ارتفاع أسعار المواد الغذائية، وتدفق اللاجئين، وانخفاض فرص العمل في القطاع الخاص. كانت المنطقة الأكثر فقراً في سوريا قبل عام 2011 هي المنطقة الشمالية الشرقية، وخاصة محافظة الرقة  تميزت هذه المنطقة بانخفاض مستويات التنمية والفقر ونقص الفرص الاقتصادية.

### الجفاف
بين عامي 2007 و2010، شهدت سوريا أسوأ موجة جفاف لها على الإطلاق، وهو ما أصبح أكثر احتمالاً بسبب تغير المناخ. وقد اقترح البعض أن الجفاف تسبب في انهيار الزراعة في سوريا وساهم في زيادة الهجرة، مما أدى إلى تصاعد العنف في عام 2011، على الرغم من أن تحليلات حديثة في مجلّتي (Political Geography) و(Nature) قد شككت في هذه الرواية.

### القمع
وُصفت سوريا البعثية تحت ديكتاتورية بشار الأسد على نطاق واسع بأنها أكثر "دولة بوليسية قمعية" في العالم العربي؛ حيث فرضت مجموعة واسعة من القيود على حركة المدنيين والصحفيين المستقلين والأفراد غير المصرح لهم. تم إنشاء جهاز الدولة البوليسية في السبعينيات من قبل حافظ الأسد الذي أدار ديكتاتورية عسكرية تحت غطاء الحزب البعثي كواجهة مدنية. في قمة النظام، توجد الدائرة المقربة لعائلة الأسد من مختلف العشائر العلوية التي تسيطر على القوات المسلحة وأجهزة المخابرات وتؤثر بشكل كبير على النظام السياسي، مع تكليفها بمهمة تهدئة السكان العامين. بجانب كوريا الشمالية وإريتريا، كان يُدير نظام الأسد أحد أكبر أنظمة الرقابة التي تنظم نقل المعلومات. وصفت منظمة "مراسلون بلا حدود" سوريا بأنها الدولة السادسة الأسوأ في مؤشر حرية الصحافة لعام 2010.
بعد فوزه في الانتخابات الرئاسية لعام 2007 في سوريا بنسبة 99.82% من الأصوات المعلنة، نفذ بشار الأسد العديد من الإجراءات التي زادت من القمع السياسي والثقافي. تم اعتقال العديد من الصحفيين وإغلاق مراكز الصحافة المستقلة. كثّفت الحكومة السورية رقابتها على الإنترنت، حيث حظرت الوصول إلى أكثر من 200 موقع إلكتروني، بما في ذلك مواقع مثل ويكيبيديا ويوتيوب. وتم السماح لمراكز الإنترنت بالعمل فقط بعد الحصول على تصريح مسبق من أجهزة المراقبة السورية. في عام 2007، سنّت الحكومة السورية قانونًا يجبر مقاهي الإنترنت على الاحتفاظ بسجلات لجميع التعليقات المنشورة من قبل المستخدمين في المنتديات، بالإضافة إلى عادات التصفح الخاصة بهم. تم اعتقال العديد من الأشخاص الذين استخدموا مقاهي الإنترنت، وظهرت تقارير عن وجود مراكز سجون متخصصة تحتجز المتهمين بـ"جرائم الإنترنت".
في نوفمبر 2007، تم حظر فيسبوك في سوريا. وفي ديسمبر، شنت الحكومة السورية حملة قمع واسعة النطاق، واعتقلت أكثر من 30 معارضًا سياسيًا ونشطاء في المجتمع المدني دعوا إلى تغييرات تدريجية في النظام السياسي. بعد عام 2006، وسعت حكومة الأسد حظر السفر ضد العديد من المعارضين والمثقفين والكتاب والفنانين المقيمين في سوريا؛ مما منعهم وعائلاتهم من السفر إلى الخارج. في سبتمبر 2010، وصفت صحيفة "ذي إيكونوميست" الحكومة السورية بأنها "الأكثر انتهاكًا بين الدول العربية" في فرض حظر السفر وتقييد حرية تنقل الأشخاص. وأفادت تقارير بأن أكثر من 400 شخص في سوريا تعرضوا لقيود على السفر من قبل نظام الأسد في عام 2010."

### الفساد
خلال السبعينيات، أنشأ الديكتاتور السوري حافظ الأسد شبكات رعاية تتألف من نخب حزب البعث وعملاء علويين مخلصين لعائلته. سيطر أعضاء عائلة الأسد على مساحات واسعة من الاقتصاد السوري، وأصبح الفساد متفشيًا في القطاعات العامة والخاصة. كان الانتشار الواسع للفساد مصدرًا للجدل داخل دوائر حزب البعث وكذلك بين الجمهور العام، منذ الثمانينيات على الأقل. اتسم العقد الأول من حكم بشار الأسد بتأصيل الفساد في المؤسسات، حيث أصبح العديد من الموالين للنظام من أقطاب الأعمال تحت ستار سياسات "السوق الاجتماعي" للدولة. وكان رامي مخلوف، ابن خال الأسد، أبرز الأوليغارشيين المدعومين من النظام خلال العقد الأول من الألفية، وكان مكروهًا على نطاق واسع من قبل الشعب. أدى استمرار الفساد، والانحياز الطائفي تجاه العلويين، والمحسوبية، والرشاوى الواسعة الانتشار داخل الحزب والبيروقراطية والجيش، إلى غضب شعبي أسفر عن اندلاع الثورة السورية عام 2011.
في مؤشر مدركات الفساد لعام 2011، احتلت سوريا المرتبة 129 من أصل 183 دولة. وفي مؤشر مدركات الفساد لعام 2021، تراجعت إلى المرتبة 178 من أصل 180 دولة.

### غياب الديمقراطية
قبل وصول حزب البعث إلى السلطة عام 1963، كانت سوريا ديمقراطية بالاسم فقط. كانت معظم السلطات الحكومية مركزة في يد الجيش والرئيس، ولم تكن هناك معارضة حقيقية. حُظرت الأحزاب السياسية، وكانت الانتخابات القليلة التي أجريت تُعتبر على نطاق واسع مزورة. كما تم تقييد حرية التعبير والتجمع والصحافة بشكل كبير، وانتشرت انتهاكات حقوق الإنسان بشكل واسع. خلال فترة رئاسة شكري القوتلي، كانت حالة الديمقراطية في سوريا محدودة للغاية بسبب النفوذ القوي للجيش. تم انتخاب القوتلي رئيسًا في عام 1943، لكنه لم يتمكن من تنفيذ نظام حكم ديمقراطي كامل بسبب سلطاته المحدودة. كان في صراع مستمر مع القادة العسكريين الذين كانوا يتمتعون بسلطة ونفوذ كبيرين على البلاد.
قدم القوتلي بعض الإصلاحات الديمقراطية، مثل قانون انتخابي جديد وإنشاء نظام متعدد الأحزاب، لكنه لم يتمكن من تحقيق تغييرات كبيرة. ونتيجة لذلك، ظلت حالة الديمقراطية في سوريا هشة ومحدودة خلال هذه الفترة.
أنهى انقلاب حزب البعث في سوريا عام 1963 فعليًا جميع أشكال الديمقراطية في البلاد وأدخل فترة من الحكم السلطوي. اتسمت هذه الفترة بنظام الحزب الواحد، وقمع المعارضة السياسية، وغياب الانتخابات ذات المعنى الحقيقي. كانت الحكومة تدار بشكل كبير من قبل الرئيس وأعضاء حزب البعث. لم يكن يُسمح للمواطنين بالتعبير عن آرائهم بحرية أو التنظيم لأغراض سياسية. كانت انتهاكات حقوق الإنسان أمرًا شائعًا، وغالبًا ما كانت الحكومة تلجأ إلى العنف للحفاظ على السيطرة.

### انهيار الليرة السورية
كانت الليرة السورية في حالة تدهور قبل الحرب بسبب مجموعة من العوامل، بما في ذلك سوء الإدارة الاقتصادية الكلية، ونقص الاستثمار الأجنبي، والاعتماد المفرط على صادرات النفط. كما نفذت الحكومة السورية سياسات صارمة بشأن سعر الصرف، مما أضعف قيمة الليرة وقلل من ثقة المجتمع الدولي بالعملة. بالإضافة إلى ذلك، فرضت الولايات المتحدة عقوبات اقتصادية على سوريا عام 2004، مما ساهم في تدهور قيمة الليرة السورية. كان سعر صرف الليرة السورية قبل تولي حافظ الأسد الرئاسة في سوريا عام 1971 حوالي 4.75 ليرة مقابل الدولار الأمريكي الواحد. في عام 2011، بلغ سعر الصرف 47.35 ليرة سورية مقابل الدولار الأمريكي الواحد.

### تدخل إيران في الشؤون السورية
قبل الحرب، كانت العلاقات بين إيران وسوريا قوية. كانت إيران أقرب حليف لسوريا في المنطقة، وكان هناك اتفاق دفاع مشترك بين البلدين. قدمت إيران دعمًا اقتصاديًا وعسكريًا لسوريا لعقود، وشملت العلاقات بين البلدين روابط قوية في مجالات الثقافة والتجارة والسياسة. عارضت المعارضة السورية تدخل إيران، متهمة إياها بمحاولة نشر التشيّع في سوريا. لطالما دعمت إيران حكومة الرئيس السوري بشار الأسد واستخدمت حلفاءها ووكلاءها الشيعة في المنطقة، مثل حزب الله، لدعم القوات السورية. كما قدمت إيران دعمًا عسكريًا وماليًا ولوجستيًا للمليشيات الشيعية التي تقاتل في سوريا، وتُتهم بالسعي لنشر نسختها الخاصة من الإسلام الشيعي في البلاد.

### الطائفية وحكم الأقلية
يُقدَّر أن العلويين يشكلون ما بين 10-15% من سكان سوريا. كان لهم نفوذ كبير في البلاد، إذ أن الطائفة العلوية لديها تاريخ طويل في توفير القادة للحكومة السورية. ولم يظهر هذا النفوذ بشكل واضح إلا في السبعينيات عندما صعد حافظ الأسد، وهو من الطائفة العلوية، إلى السلطة وبدأ في تفضيل طائفته على المجموعات الدينية والعرقية الأخرى في سوريا. أدى ذلك إلى زيادة تأثير العلويين كقوة سياسية بارزة في سوريا، واستمر هذا النفوذ منذ ذلك الحين.

### التمييز ضد الأكراد
تعرض الأكراد في سوريا لفترات طويلة من الحرمان من حقوقهم الأساسية على مدى عقود من حكم البعثية. فُرضت العديد من القيود على استخدام اللغة الكردية، وواجه السكان الأكراد تمييزًا شديدًا من قبل البعثيين. كما حظر النظام البعثي الأنشطة السياسية والثقافية الكردية. لم يتم الاعتراف الرسمي باللغة الكردية، ولم يكن لها مكان في المدارس العامة. في عام 1989، صدر مرسوم يمنع استخدام اللغة الكردية في أماكن العمل، وكذلك في حفلات الزواج والمناسبات الأخرى. وفي سبتمبر 1992، صدر أمر حكومي آخر يمنع تسمية الأطفال بأسماء كردية.
في عام 1973، نفذ حافظ الأسد سياسة "الحزام العربي"، وهو برنامج لتطهير عرقي استهدف أكثر من 150,000 كردي في المناطق الحدودية مع تركيا من خلال جلب مستوطنين عرب. كان هدف البرنامج تأمين المناطق الشمالية الشرقية الغنية بالموارد والخصبة، بحيث تتمكن الدولة من السيطرة المباشرة على احتياطيات النفط والمنتجات الزراعية. نفذ برنامج الحزام العربي تحت ستار سياسات الاستحواذ على الأراضي الاشتراكية لحزب البعث. تم تجريد مئات الآلاف من الأكراد من الجنسية، واستولى المستوطنون العرب على أراضيهم. كما تم تهجير عشرات الآلاف من أكراد محافظة الحسكة قسرًا، ووزعت أراضيهم على مستوطنين عرب من محافظات أخرى لاستخدامها في الزراعة. في عام 2007، تم تنفيذ خطة مماثلة في محافظة الحسكة، حيث مُنحت 6,000 كيلومتر مربع حول منطقة المالكية للعائلات العربية، بينما تم إخلاء عشرات الآلاف من الأكراد من القرى المتضررة.
مع بداية الثورة السورية عام 2011، كان حوالي 300,000 كردي محرومين من الجنسية السورية وتم تصنيفهم كعديمي الجنسية، وغالبًا ما كانوا يُعرفون باسم "أجانب".

### التفاوت الاقتصادي
عانت سوريا من فجوة كبيرة بين الأغنياء والفقراء، مما خلق شعورًا بالظلم والإحباط بين الطبقات الدنيا وساهم في اندلاع الحرب الأهلية. قبل عام 2011، كانت البلاد تواجه مستويات كبيرة من التفاوت الاقتصادي. كان الجزء الأكبر من ثروة البلاد مركزًا في أيدي نخبة صغيرة، حيث امتلك أغنى 10% من السكان حوالي 20% من الثروة الوطنية. كان هذا التفاوت واضحًا بشكل خاص في مجالات مثل التعليم والرعاية الصحية، حيث تمكن الأفراد الأثرياء من الوصول إلى موارد أفضل مقارنة بالفقراء. كما كانت سوريا واحدة من الدول التي تشهد أعلى مستويات عدم المساواة في الدخل في العالم، حيث كان أفقر 40% من السكان يحصلون على ثلث الدخل الإجمالي للبلاد فقط. انعكس التفاوت الاقتصادي أيضًا في ارتفاع معدلات البطالة في البلاد، والتي كانت أعلى من المتوسط الإقليمي. بالإضافة إلى ذلك، اتسم الاقتصاد السوري بضعف التنويع، حيث شكل قطاع النفط أكثر من ثلث الناتج المحلي الإجمالي للبلاد.

### العقوبات الأمريكية
قبل عام 2011، كانت سوريا تخضع بالفعل للعقوبات الأمريكية، والتي يعود بعضها إلى السبعينيات. قبل الحرب، تضمنت العقوبات الأمريكية على سوريا مجموعة واسعة من القيود على الأنشطة الاقتصادية والمالية والعسكرية. شملت هذه العقوبات حظرًا على الصادرات السورية إلى الولايات المتحدة، وقيودًا على المساعدات الأجنبية والمساعدات من المؤسسات المالية الدولية، وحظرًا على صادرات الولايات المتحدة إلى سوريا (باستثناء الغذاء والدواء)، وحظرًا على الاستثمارات الأمريكية في سوريا، وقيودًا على المعاملات المالية المرتبطة بسوريا.
بالإضافة إلى ذلك، منعت العقوبات الأمريكية الأشخاص الأمريكيين من المشاركة في أي معاملات مع الحكومة السورية قد تساهم في القدرات العسكرية أو الإرهابية لسوريا، أو تدعم أنشطة الحكومة السورية التي تتعارض مع مصالح السياسة الخارجية الأمريكية. تضمنت العقوبات أيضًا حظر تصدير بعض السلع والتقنيات إلى سوريا، إلى جانب قيود على سفر مسؤولي الحكومة السورية إلى الولايات المتحدة.

## السبب المباشر

### انتشار الربيع العربي
وفقًا للأكاديمي اللبناني جلبير الأشقر، فإنّ:
""... ما بدأ في سوريا عام 2011 هو جزء من نفس العملية الثورية التي حدثت في بلدان أخرى. هو جزء من نفس الظاهرة وناجم عن نفس الأسباب الأساسية – كالتنمية المتعثرة، والبطالة وخاصة بطالة الشباب... نتيجة السياسات النيوليبرالية التي نفذها آل الأسد. سوريا بلد شهد فقرًا هائلًا على مدى العقد الماضي، وخاصة في المناطق الريفية؛ حيث ارتفعت مستويات الفقر ووصلت إلى وضع كان فيه نحو ثلث السكان تحت خط الفقر الوطني... كل هذا حدث في سياق من عدم المساواة الاجتماعية الكبيرة ونظام فاسد للغاية – حيث أصبح ابن عم بشار الأسد أغنى رجل في البلاد، ويُعتقد على نطاق واسع أنه يسيطر على أكثر من نصف الاقتصاد... هذه العوامل تمثل الجذور العميقة للانفجار، إلى جانب حقيقة أن النظام السوري هو واحد من أكثر الأنظمة استبدادًا في المنطقة.... ما يميز هذا النظام هو أن والد الأسد أعاد تشكيل وبناء جهاز الدولة، وخاصة نواته الصلبة – القوات المسلحة – ليخلق حرسًا بريتوريًا (مخلصًا) لنفسه... ومع وجود جيش مخلص تمامًا للنظام، كانت أي فكرة عن إمكانية الإطاحة بالنظام عبر التظاهرات الجماهيرية مجرد وهم. كان من المحتم، بطريقة ما، أن تتحول الانتفاضة إلى حرب أهلية، لأنه لا يمكن الإطاحة بنظام من هذا النوع دون حرب أهلية."
مع انتشار احتجاجات الربيع العربي في أنحاء العالم العربي خلال أوائل عام 2011، أدانت وسائل الإعلام الحكومية السورية حسني مبارك ووصفته بأنه عميل أمريكي، وقامت ببث احتجاجات الثورة المصرية في أنحاء البلاد. ونتيجة لذلك، انتشرت الشعارات الثورية بين السوريين، الذين خرجوا في احتجاجات جماهيرية مطالبين بالإطاحة بنظام الأسد.

## الجدل
يزعم بعض مؤيدي الحكومة أن أحد أسباب الاحتجاجات المبكرة هو رفض الحكومة مشروع إنشاء خط أنابيب الغاز المقترح من قطر. أدلى الأسد بهذا الادعاء في مقابلة عام 2016. ووفقًا لهذه النظرية، فقد كانت قطر تسعى لتصدير كميات كبيرة من احتياطيات الغاز الطبيعي إلى أوروبا عبر سوريا.